# John McAfee
John David McAfee (/ˈmækəfiː/ MAK-ə-fee, n. 18 septembrie 1945, Cinderford, Anglia, Regatul Unit – d. 23 iunie 2021, Sant Esteve Sesrovires, Catalonia, Spania) a fost un programator de calculatoare, om de afaceri și de două ori candidat la președinția SUA. În 1987 a scris primul software comercial antivirus, fondând McAfee Associates pentru a-și vinde creația. McAfee a demisionat în 1994 și și-a vândut activele rămase în companie.
McAfee a devenit cel mai vocal critic al companiei în anii următori, îndemnând consumatorii să dezinstaleze software-ul antivirus al companiei, pe care l-a caracterizat drept bloatware. McAfee a criticat, de asemenea, folosirea continuă de către companie a numelui său, o practică care a persistat în ciuda unei scurte încercări de rebranding corporativ sub proprietatea Intel. 

## Biografie
McAfee s-a născut la Cinderford, în Forest of Dean, Gloucestershire, Regatul Unit, la 18 septembrie 1945, pe o bază a armatei SUA (a 596th Ordnance Ammunition Company), dintr-un tată american, care era staționat acolo, și o mamă britanică . A crescut în principal în Salem, Virginia, Statele Unite. A spus că se simte la fel de britanic ca american. Când avea 15 ani, tatăl său, pe care un cronicar de la BBC l-a descris drept „un alcoolic abuziv”, s-a sinucis cu o armă.
McAfee a obținut o diplomă de licență în matematică în 1967 de la Roanoke College din Virginia, care i-a acordat ulterior o diplomă onorifică de doctor în științe în 2008. După ce a primit diploma de licență, McAfee a început să lucreze la un doctorat în matematică la Northeast Louisiana State College, dar a fost expulzat , în jurul anului 1968, din cauza unei relații cu un student, care a devenit prima sa soție.

## Interprinderi

### NASA, Univac, Xerox, CSC, Booz Allen și Lockheed
McAfee a fost angajat ca programator la Institutul NASA pentru Studii Spațiale din New York din 1968 până în 1970 lucrând la programul Apollo. De acolo, a plecat la Univac ca designer de software, iar mai târziu la Xerox ca arhitect de sisteme de operare. În 1978, s-a alăturat Computer Sciences Corporation ca consultant software. A lucrat pentru firma de consultanță Booz Allen Hamilton din 1980 până în 1982. În anii 1980, în timp ce era angajat de Lockheed, a primit o copie a lui Brain, primul virus computerizat pentru computer și a început să dezvolte software pentru combaterea virușilor.

### Asociațile McAfee
În 1987, McAfee a fondat McAfee Associates Inc., care și-a vândut programul, primul software antivirus lansat pe piață. Compania a fost înființată în Delaware în 1992 și a avut oferta publică inițială în același an. În august 1993, John McAfee a renunțat la funcția de director executiv, dar a rămas la companie ca director tehnic. El a fost succedat de Bill Larson. În 1994, și-a vândut participația rămasă în companie. Nu a mai avut nicio implicare în operațiunile sale.
După diferite fuziuni și schimbări de proprietate, Intel a achiziționat McAfee în august 2010. În ianuarie 2014, Intel a anunțat că produsele legate de McAfee vor fi comercializate ca Intel Security. McAfee și-a exprimat plăcerea la schimbarea numelui, spunând: „Acum îi sunt etern recunoscător Intel pentru că m-a eliberat de această teribilă asociere cu cel mai prost software de pe planetă”. Afacerea a fost curând desființată, încă o dată sub numele McAfee.

### PowWow, QuoromEx, MGT și altele
Alte proiecte de afaceri care au fost fondate de McAfee includ Tribal Voice, care a dezvoltat unul dintre primele programe de mesagerie instant, PowWow. În 2000, a investit și s-a alăturat consiliului de administrație al Zone Labs, producători de software firewall, înainte de achiziționarea acestuia de către Check Point Software în 2003.
În august 2009, New York Times a raportat că averea personală a lui McAfee a scăzut la 4 milioane de dolari, de la un vârf de 100 de milioane de dolari, din cauza efectului crizei financiare din 2007-2008 asupra investițiilor sale.
În 2009, McAfee a fost intervievat în Belize pentru specialul CNBC The Bubble Decade, în care s-a raportat că a investit și / sau a construit multe conace în SUA care au rămas nevândute când a avut loc recesiunea globală din 2007. Raportul a discutat, de asemenea, căutarea sa de a produce plante pentru posibile utilizări medicinale pe terenul său din Belize.
În februarie 2010, McAfee a înființat compania QuorumEx, cu sediul în Belize, care urmărea să producă antibiotice pe bază de plante care perturbă detectarea cvorumului în bacterii.
În iunie 2013, McAfee a încărcat un videoclip parodic intitulat How to Uninstall McAfee Antivirus pe canalul său de YouTube. În el, el critică software-ul antivirus în timp ce pufăiește pulbere albă și este înconjurat de femei puțin îmbrăcate. A obținut zece milioane de vizualizări. El a declarat pentru Reuters că videoclipul a fost menit să ridiculizeze acoperirea negativă a acestuia de către mass-media. Un purtător de cuvânt al McAfee Inc. a numit declarațiile videoclipului „ridicole”.
Tot în 2013, McAfee a fondat Future Tense Central, care urmărea să producă un dispozitiv securizat de rețea de calculatoare numit D-Central. Până în 2016, era și un incubator.
În februarie 2014, McAfee a anunțat Cognizant, o aplicație pentru smartphone-uri, care afișează informații despre permisiunile altor aplicații instalate. În aprilie 2014, a fost redenumit DCentral 1, iar o versiune Android a fost lansată gratuit pe Google Play.
La conferința DEF CON din Las Vegas, Nevada, în august 2014, McAfee a avertizat oamenii să nu folosească smartphone-uri, sugerând că aplicațiile sunt folosite pentru a spiona consumatorii lipsiți de încredere care nu citesc acordurile de confidențialitate ale utilizatorilor. În ianuarie 2016, a devenit principalul evanghelist pentru startkey-ul de securitate Everykey.
În februarie 2016, McAfee s-a oferit public să decripteze iPhone-ul folosit de Rizwan Farook și Tashfeen Malik în San Bernardino, evitând nevoia ca Apple să construiască o ușă din spate. Ulterior, el a recunoscut că afirmațiile sale cu privire la cât de simplu ar fi să spargă telefonul au fost o cascadorie publicitară, deși a susținut că ar putea.
În mai 2016, McAfee a fost numit director executiv și CEO al MGT Capital Investments, o companie holding de tehnologie. Inițial, a spus că se va redenumi John McAfee Global Technologies, deși acest plan a fost abandonat din cauza unei dispute cu Intel privind drepturile la numele „McAfee”. El a schimbat atenția MGT de la jocurile sociale la securitatea cibernetică, spunând că "software-ul antivirus este mort, nu mai funcționează" și că "noua paradigmă trebuie să oprească accesul hackerului" înainte ca el sau ea să poată face daune.
La scurt timp după ce s-a alăturat MGT, McAfee a spus că el și echipa sa au exploatat un defect în sistemul de operare Android care i-a permis să citească mesaje criptate de pe WhatsApp. Gizmodo și-a investigat afirmația și a raportat că a trimis reporterilor telefoane infectate cu malware pentru a face acest hack să funcționeze. El a răspuns: "Bineînțeles că telefoanele aveau malware pe ele. Modul în care a ajuns acest malware este povestea pe care o vom lansa după ce am vorbit cu Google. Aceasta implică un defect serios în arhitectura Android."
McAfee a mutat MGT în exploatarea bitcoinului și a altor criptomonede, atât pentru a câștiga bani pentru companie, cât și pentru a spori expertiza MGT în tratarea blockchain-urilor, despre care a considerat că este importantă pentru securitatea cibernetică.
În august 2017, McAfee a renunțat la funcția de CEO, ocupând în loc de „vizionar șef al securității cibernetice” al MGT. În ianuarie 2018, a părăsit compania cu totul. Ambele părți au spus că împărțirea este amiabilă; el a spus că vrea să-și petreacă tot timpul pe criptomonede, în timp ce compania a povestit despre presiunile potențialilor investitori pentru a se desocia de el.
La 13 august 2018, McAfee a preluat o funcție de CEO la Luxcore, o companie de criptomonede axată pe soluții de întreprindere.

## Politică

### Poziții
McAfee era un libertarian, care susținea dezincriminarea canabisului, sfârșitul războiului împotriva drogurilor, non-intervenționismul în politica externă, o economie de piață liberă care nu redistribuie bogăția și susținerea comerțului liber. El a susținut abolirea Administrației Pentru Securitatea Transporturilor.
McAfee a susținut creșterea gradului de conștientizare cibernetică și mai multă acțiune împotriva amenințării războiului cibernetic. El a împins libertatea religioasă, spunând că proprietarii de afaceri ar trebui să poată refuza serviciul în circumstanțe care le contrazic credințele religioase, adăugând: „Nimeni nu te obligă să cumperi ceva sau să alegi o persoană în locul alteia. Deci, de ce ar trebui să fiu obligat să fac asta? Ceva dacă nu vă fac rău? Este alegerea mea să vând, alegerea dvs. de a cumpăra. " 

### Campania prezidențială 2016
La 8 septembrie 2015, McAfee a anunțat o ofertă pentru președintele Statelor Unite la alegerile prezidențiale din 2016, în calitate de candidat al unui partid politic nou format numit Partidul Cibernetic. La 24 decembrie 2015, el și-a anunțat din nou candidatura, spunând că va căuta în schimb numirea la președinție a Partidului Libertarian. Pe traseul campaniei, el a sondat în mod constant alături de ceilalți candidați de top ai partidului, Gary Johnson și Austin Petersen. Cei trei au participat la prima dezbatere prezidențială televizată la nivel național a Partidului Libertarian, pe 29 martie 2016. Colegul său de funcție a fost fotograful, brokerul imobiliar comercial și activistul libertarian Judd Weiss.
McAfee a ocupat locul al doilea în primare și al treilea la Convenția națională libertariană din 2016.

#### Aprobări notabile
- Adam Kokesh, prezentator de emisiuni și activist
- John Moore, membru al adunării din Nevada
- L. Neil Smith, autor și activist de science fiction

### Campania prezidențială din 2020
Contrar afirmației sale la convenția din 2016, McAfee a postat pe 3 iunie 2018 pe Twitter că va candida din nou la președinție în 2020, fie cu Partidul Libertarian sau cu un partid pe care îl creează. Ulterior a ales Libertarian. El a militat în principal pentru o utilizare mai largă a criptomonedelor.
La 22 ianuarie 2019, McAfee a scris pe Twitter că își va continua campania „în exil”, în urma unor rapoarte conform cărora IRS, el, soția sa și patru angajați ai campaniei au fost acuzați pentru infracțiuni legate de impozite. El a spus că se află în „apele internaționale” și anterior a scris pe Twitter că pleacă în Venezuela. IRS nu a comentat pretinsele acuzații. La 29 iunie, el a scris pe Twitter că sediul său de campanie a fost mutat în Havana, Cuba. În același timp, el a apărat revoluționarul comunist Che Guevara pe Twitter, punându-se în contradicție cu președintele Comitetului Național Libertarian Nicholas Sarwark, care a scris: „De data aceasta aud foarte puține bâzâeli despre McAfee ... făcând o apărare a lui Che Guevara din Cuba s-ar putea să-l încurce cu guvernul cubanez, dar nu a rezonat prea bine cu libertarii ".
Într-un tweet din 4 martie 2020, McAfee și-a suspendat simultan campania prezidențială din 2020, a aprobat Vermin Supreme și și-a anunțat campania pentru nominalizarea la funcția de vicepreședinte al Partidului Libertarian. A doua zi, s-a întors pe câmpul prezidențial, inversând suspendarea ofertei sale, deoarece „Nimeni din Partidul Libertarian nu mă va considera pentru vicepreședinte”. Luna următoare, el l-a aprobat pe Adam Kokesh și a devenit candidatul la vicepreședinția lui Kokesh, în timp ce căuta încă președinția pentru el însuși. La Convenția Națională Libertariană din 2020, el a pierdut din nou, acum în fața lui Jo Jorgensen și Spike Cohen pentru sloturile prezidențiale și vicepreședinționale.

## Opinii economice
McAfee a susținut că impozitele erau ilegale și a susținut în 2019 că nu a depus o declarație fiscală din 2010. El s-a referit la sine ca „o țintă principală” a Serviciului de Venituri Interne.
În iulie 2017, McAfee a prezis pe Twitter că prețul unui bitcoin va crește la 500.000 de dolari în trei ani, adăugând: „Dacă nu, îmi voi mânca propria pulă la televiziunea națională”. În iulie 2019, el a prezis un preț de 1 milion de dolari până la sfârșitul anului 2020. În ianuarie 2020, a postat pe Twitter că previziunile sale erau „o șmecherie la bordul noilor utilizatori” și că bitcoinul avea un potențial limitat, deoarece este „o tehnologie străveche. "

## Probleme legale
La 30 aprilie 2012, proprietatea lui McAfee din orașul Orange Walk, Belize, a fost atacată de unitatea de suprimare a bandelor din cadrul departamentului de poliție din Belize. Un comunicat de presă al GSU a declarat că a fost arestat pentru fabricarea fără licență de droguri și deținerea unei arme fără licență. A fost eliberat fără acuzație. În 2012, purtătorul de cuvânt al poliției din Belize, Raphael Martinez, a confirmat că McAfee nu a fost nici condamnat, nici acuzat, ci doar suspectat. În ianuarie 2014, din Canada, el a spus că, atunci când guvernul belizean i-a atacat proprietatea, i-a confiscat bunurile și că ulterior casa lui a ars în circumstanțe suspecte.
La 2 august 2015, McAfee a fost arestat în Henderson County, Tennessee, pentru o acuzație de conducere sub influență și o acțiune de deținere a unei arme de foc în stare de ebrietate.
În iulie 2019, McAfee și membrii anturajului său au fost arestați în timp ce iahtul său era acostat la Puerto Plata, Republica Dominicană, sub suspiciunea că transportă arme și muniție de înaltă calitate. Au fost reținuți timp de patru zile și eliberați. Arme au fost confiscate, potrivit Ministerului Public.
La 11 august 2020, McAfee a mințit că a fost arestat în Norvegia în timpul pandemiei COVID-19 după ce a refuzat să înlocuiască o curea de dantelă cu o mască de față mai eficientă. Ulterior, el a postat pe Twitter o fotografie cu un ochi învinețit, susținând că a avut loc în timpul acestei arestări. Fotografia presupusului arest arată un ofițer cu cuvântul german pentru „poliție” pe uniformă, deci nu ar fi putut fi un arest în Norvegia. Poliția din Augsburg a declarat ulterior că a încercat să intre în Germania în acea zi, dar nu a fost arestat.

### Moartea lui Gregory Faull
La 12 noiembrie 2012, poliția din Belize a început să îl caute pe McAfee ca persoană de interes în legătură cu ancheta de omucidere a expatriatului american Gregory Viant Faull, care a fost găsit mort cu un foc de armă cu o zi înainte, la domiciliul său de pe insula Ambergris. Caye, cea mai mare insulă din Belize. Faull era vecin cu McAfee. Într-un interviu contemporan cu Wired, McAfee a spus că s-a temut că poliția îl va ucide și a refuzat întrebările de rutină și le-a evitat. Primul ministru al Belizei, Dean Barrow, l-a numit „extrem de paranoic, chiar și prostii”. A fugit din Belize, mai degrabă decât să coopereze.
În decembrie, revista Vice a cedat din greșeală locația lui McAfee într-o stațiune din Guatemala, când a fost postată o fotografie făcută de unul dintre jurnaliștii care îl însoțeau, cu metadatele de geolocalizare EXIF încă atașate.
În timp ce se afla în Guatemala, McAfee i-a cerut lui Chad Essley, un desenator și animator american, să înființeze un blog pentru a putea scrie despre experiența sa în timp ce fugea. Apoi a apărut public în Guatemala City, unde a căutat azil politic fără succes. La 5 decembrie, a fost arestat pentru intrarea ilegală în Guatemala. La scurt timp după aceea, un consiliu pentru a-și revizui cererea de azil a respins-o, așa că a fost dus la un centru de detenție pentru a aștepta deportarea în Belize.
La 6 decembrie, Reuters și ABC News au raportat că McAfee a avut două atacuri de cord minore în centrul de detenție și a fost internat în spital. Avocatul său a spus că nu are atacuri de cord, ci mai degrabă tensiune arterială crescută și atacuri de anxietate. McAfee a declarat ulterior că a falsificat atacurile de cord pentru a câștiga timp ca avocatul său să depună o serie de contestații care, în cele din urmă, i-au împiedicat deportarea în Belize, grăbind astfel decizia guvernului de a-l trimite înapoi în Statele Unite.
Pe 12 decembrie, McAfee a fost eliberat și deportat în Statele Unite. La 14 noiembrie 2018, Circuit Court din Orlando, Florida, a refuzat să respingă un proces de moarte nedrept împotriva lui pentru moartea lui Faull.

### Taxele de evaziune fiscală din SUA și extrădarea planificată
În ianuarie 2019, McAfee a anunțat că este fugit de autoritățile americane și că trăiește la nivel internațional pe o barcă în urma convocării unui mare juriu pentru a-l acuza pe el, pe soția sa și pe patru dintre primarii prezidențiali ai Partidului Libertarian din 2020, acuzați de evaziune fiscală. La acel moment, Serviciul de venituri interne nu confirmase în mod independent existența unui astfel de rechizitoriu.
La 5 octombrie 2020, McAfee a fost arestat în Spania la cererea Departamentului de Justiție al Statelor Unite pentru evaziune fiscală. Actul de acuzare din iunie, care a fost desigilat la arestarea sa, a pretins că a câștigat milioane de dolari din 2014 până în 2018 și că nu a depus declarații de impozit pe venit.
La 6 octombrie, Comisia pentru Valori Mobiliare și Securitate (SEC) a depus o plângere susținând că McAfee și bodyguardul său au promovat anumite oferte inițiale de monede (ICO) într-o pompă și depozitare frauduloasă a criptomonedelor. Se susține că s-a prezentat ca un investitor imparțial atunci când a promovat ICO-urile, în ciuda faptului că ar fi primit în schimb 23 de milioane de dolari în active digitale. La 5 martie 2021, Procuratura SUA pentru districtul sudic din New York l-a acuzat în mod oficial pe acesta și pe un consilier executiv pentru aceste acuzații.
McAfee a fost închis în Spania, în așteptarea extrădării în Statele Unite. La 23 iunie 2021, Audiencia Nacional a autorizat extrădarea sa, pentru a se confrunta cu acuzații în Tennessee. A murit câteva ore mai târziu. Cazul de extrădare din New York era încă în curs de soluționare la un tribunal spaniol inferior.

## Viața personala
McAfee s-a căsătorit de trei ori. El și-a întâlnit prima soție în timp ce lucra la doctorat la Northeast Louisiana State College, în timp ce ea era studentă în jurul anului 1968. S-a căsătorit cu a doua soție, Judy, fostă însoțitoare de zbor la American Airlines, în jurul anului 1987; au divorțat în 2002. În noaptea după ce McAfee a ajuns în Statele Unite după ce a fost deportat din Guatemala în decembrie 2012, el a fost solicitat de Janice Dyson, apoi o prostituată cu 30 de ani mai tânără în South Beach, Miami Beach, Florida. Au început o relație și s-au căsătorit în 2013.
Cuplul s-a mutat în Portland, Oregon, în 2013.
Într-un articol din 2012 din Mensa Bulletin, revista americană Mensa, McAfee a spus că dezvoltarea primului program comercial antivirus l-a făcut „cea mai populară țintă de hacking” și „[h]ackerii consideră că hacking-ul meu este o insignă de onoare”. Pentru propria sa securitate cibernetică, el a spus că are alte persoane să-și cumpere echipamentul pentru computer, folosește pseudonime pentru configurarea computerelor și a autentificărilor și își schimbă adresa IP de mai multe ori pe zi. Când a fost întrebat cu altă ocazie dacă a folosit personal software-ul antivirus al McAfee, el a răspuns: „L-am stins [...] este prea enervant”.
În 2013, McAfee a susținut că fostul baron de cocaină „Boston” își scria biografia oficială, No Domain. În 2015, a locuit în Lexington, Tennessee. În decembrie 2018, el a scris pe Twitter că are „47 de copii genetici”.

### Moartea
La 23 iunie 2021, McAfee a fost găsit mort în celula sa de închisoare de la Centrul Penitenciar Brians 2 de lângă Barcelona, la câteva ore după ce Curtea Națională spaniolă a ordonat extrădarea sa în Statele Unite pentru acuzații penale depuse în Tennessee de către Departamentul de impozite al Departamentului Justiției al Statelor Unite. Departamentul de Justiție din Catalunya a declarat că „totul indică” că s-a sinucis prin spânzurare.
Moartea lui McAfee a stârnit teoriile conspirației pe internet într-un mod asemănător „Epstein nu s-a sinucis”. De câteva ori, el spusese că, dacă ar fi fost găsit vreodată mort prin spânzurare, ar însemna că a fost ucis. Cu trei zile înainte de moartea lui McAfee, soția sa a susținut că guvernul SUA a vrut să moară în închisoare, scriind pe Twitter: „Onestitatea lui John l-a pus adesea în necazuri cu guvernele corupte și oficialii guvernamentali corupți din cauza naturii sale sincere și a refuzului său de a fi extorcat, intimidat sau redus la tăcere. Acum, autoritățile SUA sunt hotărâte să-l facă pe John să moară în închisoare pentru a-i da un exemplu pentru că s-a pronunțat împotriva corupției din cadrul agențiilor lor guvernamentale. " La câteva minute după raportul morții sale, o imagine a literei Q a fost postată pe fluxul său de Instagram (de când a murit, i s-a luat contul), posibil cu referire la teoriile conspirației QAnon. Aceste teorii au fost menționate de unii jurnaliști drept speculative, „bizare” și „nefondate”, bazate în principal pe declarațiile proprii ale lui McAfee. A doua zi după moartea sa, avocatul său a declarat reporterilor că, deși a menținut în mod regulat contactul cu McAfee în închisoare, nu au existat semne de intenție de sinucidere. Vaduva lui McAfee a reafirmat aceasta pozitie in primele sale remarci publice de la moartea sotului ei.

## În media
Gringo: The Dangerous Life of John McAfee este un documentar Showtime Networks despre porțiunea din viața lui McAfee petrecută în Belize. A început să fie difuzat în septembrie 2016. Acoperă acuzațiile împotriva lui de violarea fostului său partener de afaceri, Allison Adonizio, și uciderea belizeanului David Middleton și a expatrului american Gregory Faull. Într-un interviu cu Pimm Fox și Kathleen Hayes, de la Bloomberg, la 8 septembrie 2016, el a spus că aceste incidente au fost inventate și „Belize este o republică a bananelor din lumea a treia și puteți merge acolo și puteți face orice poveste doriți dacă plătiți intervievații dvs. ceea ce a făcut Showtime. "
În martie 2017, s-a raportat că Glenn Ficarra și John Requa vor regiza un film despre McAfee intitulat King of the Jungle, scris de Scott Alexander și Larry Karaszewski. În diferite momente, Johnny Depp, Michael Keaton și Seth Rogen au raportat că au preluat roluri și, ulterior, au părăsit proiectul. În noiembrie 2019, Zac Efron ar fi jucat în rolul jurnalistului Ari Furman.
La 12 mai 2017, McAfee și soția sa au fost intervievați pe ABC News 20/20 cu privire la presupusa crimă a lui Faull.

## Cărți
- Computer Viruses, Worms, Data Diddlers, Killer Programs, and Other Threats to Your System. What They Are, how They Work, and how to Defend Your PC, Mac, Or Mainframe, (cu Colin Haynes) St. Martin's Press, 1989
- The Secret of the Yamas: Spiritual Guide to Yoga, McAfee Pub, 2001
- The Fabric Of Self: Meditations on Vanity and Love, Woodland Publications, 2001
- Into the Heart of Truth, Woodland Publications, 2001
- Beyond the Siddhis. Supernatural Powers and the Sutras of Patanjali, Woodland Publications, 2001